# Ihor Horbach
Ihor Volodymyrovych Horbach (in ucraino Ігор Володимирович Горбач?; Kiev, 27 maggio 2004) è un calciatore ucraino, attaccante dello Zorja in prestito dalla Dinamo Kiev.

## Carriera

### Club
Nato a Kiev, è cresciuto nel settore giovanile della Dinamo Kiev. Il 3 agosto 2023 è stato prestato allo Zorja e quindi giorni dopo ha debuttato nel calcio professionistico contro l'Oleksandrija in Prem"jer-liha.
Il 5 ottobre ha segnato il suo primo gol nell'incontro della fase a gironi di Europa League vinto 1-0 contro il Breiðablik.
Nella stagione 2023-2024 ha segnato tre gol nella fase a gironi della Conference League.

### Nazionale
Ha giocato nella nazionale ucraina Under-19.

## Statistiche

### Presenze e reti nei club
Statistiche aggiornate all'11 dicembre 2023.
| Stagione        | Squadra         | Campionato      | Campionato | Campionato | Coppe nazionali | Coppe nazionali | Coppe nazionali | Coppe continentali | Coppe continentali | Coppe continentali | Altre coppe | Altre coppe | Altre coppe | Totale | Totale | Totale |
| Stagione        | Squadra         | Comp            | Pres       | Reti       | Comp            | Pres            | Reti            | Comp               | Pres               | Reti               | Comp        | Pres        | Reti        | Pres   | Reti   |        |
| --------------- | --------------- | --------------- | ---------- | ---------- | --------------- | --------------- | --------------- | ------------------ | ------------------ | ------------------ | ----------- | ----------- | ----------- | ------ | ------ | ------ |
| 2023-2024       | Zorja           | PL              | 9          | 0          | CU              | 2               | 0               | UEL+UECL           | 2+5                | 0+3                |             | -           | -           | 18     | 3      |        |
| Totale carriera | Totale carriera | Totale carriera | 9          | 0          |                 | 2               | 0               |                    | 7                  | 3                  |             | -           | -           | 18     | 3      |        |